# 索默赖因
索默赖因是奥地利下奥地利州莱塔河畔布鲁克县的一个市镇。总面积42平方公里，总人口1753人，人口密度41.7人/平方公里（2009年）。